# Саніна Тетяна Олександрівна
Саніна Тетяна Олександрівна, псевдонім Теа Саніна (2 травня 1980, Київ) — українська письменниця, соціологиня, викладачка, тренерка, консультантка для пар та сімейна медіаторка. Членкиня Національної асоціації медіаторів України та Української асоціації емоційно фокусованої терапії. Основна тема професійної діяльності та творчості — діалог та порозуміння. Жанр — соціально-психологічний роман.

## Біографія
Народилась 1980 року в Києві. У підлітковому віці захоплюється соціальними романами та антиутопіями, що, схоже і визначило її майбутнє —  вона зацікавилась соціологією і пов'язала із нею своє професійне життя. Після завершення аспірантури обирає основною дослідницькою темою дитинство. В 2004 створює авторський курс «Соціологія дитинства», який впродовж 20 років викладає в НаУКМА. В 2014 році Тетяна зацікавлюється медіацією та посередництвом, опановує нову професію. Робота із складними соціальними випадками у волонтерському проєкті, що надає українським сім'ям безоплатну послугу сімейної медіації, призводить до професійного вигоряння. Щоби подолати виснаження та переосмислити професійні виклики починає писати романи. Створює творчий псевдонім Теа, скорочено від Тетяна.
Так народжуються книги про сімейних медіаторів Варвару і Дмитра, що, мов пара детективів, розплутують складні життєві перипетії людей, які заблукали у безкінечних конфліктах.  Читачі мають змогу підглядати за роботою медіаторів, за розквітом емоцій героїв, за народженням порозуміння та за тим, що саме відбувається з почуттями самих медіаторів, котрі працюють із домашнім насильством, наслідками дитячих травм та виснаженням.
Дебютний роман «Танець дикобразів» опубліковано у 2021 році. У 2023 виходить друга книга — «Коли відлітають серпокрильці». На 2024 запланована публікація заключної книги циклу — «Мурашині кола». Очікують публікації інші романи. Зокрема зараз Теа у співавторстві працює над романом-антиутопією. В 2023 році оповідання «Напад» увійшло до обраних творів, що разом із творами інших сучасних українських авторів сформували Антологію сучасної прози «Переступи».

## Сім'я
Одружена з українським кінооператором Дмитром Саніним, мають двох дітей.
Онука українського фізика Ярослава Ященка

## Твори
- 2021 Роман «Танець дикобразів: Історія однієї медіації», Теа Саніна.- Київ: Фенікс, 2021
- 2023 Колективна збірка оповідань «Гарний день аби жити». — Київ: «Темпора», 2023
- 2023 Роман «Коли відлітають серпокрильці», Теа Саніна.- Київ: Темпора 2023
- Бо Мира, Богданова Анна, Буданов Роман, Голубовський Роман, Городецька Ганна, Дуленко Віталій, Кулик-Вілльямс Ліна, Ложка Марія, Манченко Марина, Матюша Павло, Михальчук Дарина, Наконечна Таїсія, Пузік Валерій, Рафальський Сергій, Рудєва Лідія, Саніна Теа, Сівченко Марійка, Смолярова Міла, Сотник Яна, Філяс Лідія. Переступи. Антологія сучасної прози. — Київ : «Pabulum», 2024. — 268 с. — ISBN 978-617-8325-04-6.
- 2024 Роман "Мурашині кола", Теа Саніна.- — Київ: «Темпора» 2024

## Наукові публікації
- Саніна Тетяна. Інституціоналізація соціології дитинства як окремої галузі: міжнародний досвід та Україна // Наукові записки НаУКМА. Соціологія. Том 6 (2023)  http://nrps.ukma.edu.ua/article/view/291810
- Саніна Т. О. Особливості дитячого дозвілля та дружби в період пандемії COVID-19 в Україні // Наукові записки НаУКМА. Соціологія. — 2022. — Tом 5 https://doi.org/10.18523/2617-9067.2022.5.85-93
- Саніна Т. О. Дослідження національної та етнічної ідентичності: теоретичний огляд // Наукові записки НаУКМА: Соціологічні науки. — 2005. — Т. 46